# Peter Armit
Peter Armit (1926 - 19 de abril de 2013) fue un jugador de fútbol profesional escocés que jugaba en la demarcación de extremo.

## Biografía
Peter Armit debutó a los 23 años con el St. Johnstone FC, jugando un total de 3 temporadas. Tras dejar el club, fichó por el Gloucester City AFC para una temporada. Tras acabar contrato, fue traspasado al Hamilton Academical FC en 1953 durante cuatro temporadas, club en el que se retiró en 1957, haciendo un total de 72 apariencias y 28 goles en el club hamiltoniano.
Falleció el 19 de abril de 2013 a los 87 años de edad.

## Clubes
| Club                   | País       | Año       | Partidos | Goles |
| ---------------------- | ---------- | --------- | -------- | ----- |
| St. Johnstone FC       | Escocia    | 1949-1952 | 38       | 8     |
| Gloucester City AFC    | Inglaterra | 1952-1953 | 16       | 4     |
| Hamilton Academical FC | Escocia    | 1953-1957 | 55       | 18    |